# Pere Espallargues

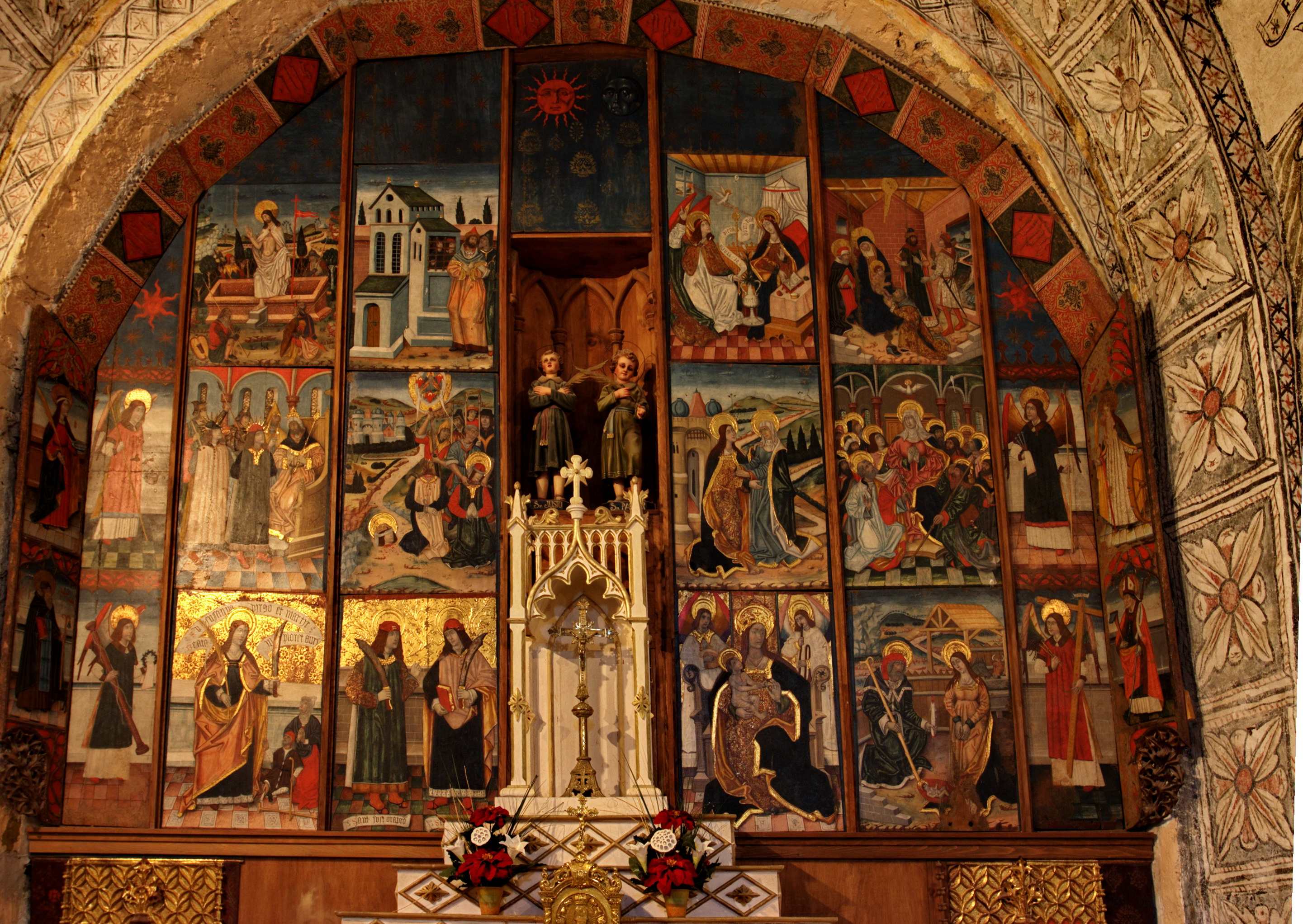
Retaule de Sant Just i Sant Pastor de Son (segle XV), obra d'Espallargues

Pere Espallargues (els Molins, prop d'Areny de Noguera, segle xv) fou un pintor de retaules gòtic que va treballar al taller de Pere Garcia de Benavarri.
Va establir el seu taller a Benavarri (Osca), des d'on va treballar per a diferents viles de Catalunya i Aragó. Al Pallars Sobirà va realitzar retaules per a dues viles de les valls d'Àneu, Son (Retaule de Son) i Unarre (Retaule d'Unarre), i també per a Enviny (Retaule d'Enviny); al Pallars Jussà, un retaule per a Abella de la Conca (Retaule de la Pietat); i a la Val d'Aran, un altre per a Vilac (Retaule de Vilac).
A la Biblioteca Museu Víctor Balaguer de Vilanova i la Geltrú s'hi troba una obra d'Espallargues, Calvari, donació al museu d'un particular l'octubre de 2007. El desembre de 2010 la Diputació de Lleida va adquirir un fragment d'un retaule atribuït a Espallargues, on apareix Sant Roc, en una sala de subhastes de Barcelona. Va pagar 4.000 euros, amb l'objectiu de cedir-lo al Museu de Lleida.